# Olios socotranus
Olios socotranus is een nomen dubium, gepubliceerd voor een spin die mogelijk behoort tot de familie van de jachtkrabspinnen (Sparassidae). De naam werd in 1903 als Sparassus socotranus gepubliceerd door Reginald Innes Pocock.